# 1,4-Diclorobutà
L'1,4-diclorobutà és un compost orgànic, un haloalcà amb la fórmula molecular (CH2CH2Cl)2. És un dels diversos isòmers estructurals del diclorobutà. Tots són líquids incolors de baixa inflamabilitat i d'interès per a usos sintètics especialitzats.

## Propietats

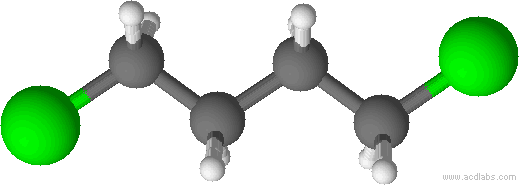
Model de l'estructura de l'1,4-diclorobutà.

L'1,4-diclorobutà a temperatura ambient és un líquid d'olor mitjanament agradable. El seu punt de fusió és de –37,3 °C, el d'ebullició 154 °C i la seva densitat 1,14 vegades la de l'aigua. A 20 °C té una pressió de vapor de 4 mmHg,

## Preparació
L'1,4-diclorobutà es pot obtenir a partir de l'1,4-butandiol per reacció amb clorur de tionil, així com del tetrahidrofurà, segons les següents reaccions:

## Usos
Els 1,4-dihalobutans són molt adequats per a la síntesi de composts heterocíclics d'anells de 5 membres. Per exemple, el tractament amb sulfur de sodi dona tetrahidrotiofè. El tractament amb filferro de liti dona 1,4-dilitiobutà.
L'1,4-diclorobutà es pot utilitzar, entre d'altres, com a precursor del niló 6,6 (via adiponitril).